# William Kouwenhoven
William Bennett Kouwenhoven (Brooklyn, 13 januari 1886 – Baltimore (Maryland), 10 november 1975) was een Amerikaans elektrotechnicus die bekend werd als uitvinder van de defibrillator en ontwikkelaar van hartmassage. 